# Análise dialógica do discurso
Em Linguística, Análise dialógica do discurso é uma das áreas em análise de discurso que se ocupa da investigação dos sentidos de textos concretos, orais e escritos, produzidos nas diversas esferas e campos de atividade humana, analisando-os a partir das relações dialógicas desses discursos com outros discursos e da relação do discurso com as diversas instâncias da interação entre sujeitos sócio-históricos. Essa área está ancorada na filosofia de linguagem de Mikhail Bakhtin e seu Círculo. Os postulados do Círculo de Bakhtin possuem uma base marxista (compreendem que a estrutura sociopolítica origina-se nas as relações de produção) e uma base sociológica (compreendem que linguagem é interação social). Essa filosofia de linguagem compreende que os signos linguísticos são ideológicos. Nessa acepção, a linguagem não é neutra, mas sempre atravessada pela ideologia.

## Principais conceitos da área
Estes são alguns dos conceitos utilizados pela análise dialógica do discurso em suas análises:
- Dialogismo: Este é o principio fundamental da análise dialógica do discurso. Existe sempre o diálogo de um discurso com outros discursos e com as instâncias concretas da interação verbal;
- Sujeito: o sujeito é intencional, pragmático, sócio-histórico e ideológico;
- Enunciação: interação verbal entre sujeitos sócio-históricos e ideológicos;
- Enunciado: conjunto de signos linguísticos utilizados para dizer algo. Enquanto as frases da língua são abstratas, os enunciados são concretos, pois são produzidos em instâncias concretas por sujeitos concretos, com intenções específicas. A extensão do enunciado pode variar, a depender do que se fala. Quando se conclui o que se deseja dizer, tem-se um enunciado. Exemplos de um enunciado: um livro, um seminário, um turno de fala, entre outros;
- Signo linguístico: é a palavra falada ou escrita;
- Ideologia: índices sociais de valor, impregnados na palavra;
- Interpelação ideológica: na formação da consciência, os indivíduos são atravessados pela ideologia, por meio da interação verbal com outros indivíduos. Isso determina o modo como pensam e agem discursivamente;
- Ubiquidade Social: A linguagem é social, ocorre entre o Eu e o Outro;
- Plurivalência Social: Por meio da linguagem, travam-se embates ideológicos;
- Significação: é o significado das palavras existente no dicionário;
- Sentido: os sentidos nunca são fixos, imutáveis e eternos. O sentido das palavras muda, de acordo com as interações.

## Procedimentos Metodológicos da análise dialógica do discurso
A análise dialógica do discurso contempla os seguintes itens em seu percurso metodológicos de investigação:: 
1. Análise dos enunciados em contextos comunicativos concretos;
2. Análise do diálogo existente entre um discurso corrente com outros discursos do passado;
3. Análise dialógica de um discurso do presente com discursos que ele suscita no futuro;
4. A relação entre os interlocutores;
5. As intenções dos interlocutores;
6. As expectativas que os locutores possuem em relação à compreensão daquilo que dizem aos interlocutores;
7. As alterações no dizer que ocorrem na interação, pois ninguém diz as coisas do mesmo modo em todas as situações.
8. A análise da interação verbal mediada pelos gêneros do discurso (uma carta, uma conversa, um telefonema, entre outros). Cada gênero discursivo possui uma forma prototípica de interação, possuindo estrutura composicional, conteúdo temático e estilos relativamente estáveis.